# Río de Aguas
Río de Aguas är ett vattendrag i Spanien.   Det ligger i regionen Andalusien, i den sydöstra delen av landet, 400 km söder om huvudstaden Madrid.